# Campeonato Paulista de Futebol de 1996
O Campeonato Paulista de Futebol de 1996, também conhecido como Série A1 do Campeonato Paulista de Futebol de 1996, foi a 56.ª edição da principal divisão do futebol de São Paulo organizado pela Federação Paulista de Futebol (FPF). A competição foi organizado pela Federação Paulista de Futebol (FPF), em sua 56.ª edição. Teve o Palmeiras como campeão e o São Paulo como o vice-campeão. Novorizontino, XV de Jaú e Ferroviária foram rebaixados para a Série A2 da temporada seguinte. Giovanni, do Santos, foi o maior goleador do torneio, com 24 gols.
Os palmeirenses conquistaram o título com a melhor campanha de uma equipe na era profissional nesta competição. Na ocasião, foi campeão com 83 pontos ganhos em 90 possíveis, com um índice de aproveitamento de 92,2% dos pontos disputados e 102 gols marcados em trinta jogos realizados.

## Regulamento
Os dezesseis participantes jogam entre si todos contra todos, em turno e returno. Porém, a contagem de pontos de cada turno será independente para a decisão do título, só sendo somada para a classificação final. O campeão do primeiro turno, qual seja o time que somar mais pontos no turno, se classificará para uma Final de campeonato contra o campeão do segundo turno. se um time for campeão dos dois turnos, será consagrado campeão do Paulistão, dispensando-se a final.

## Dados do campeonato

### Time-base do campeão
1. Velloso
2. Cafu (2 gols)
3. Sandro Blum (2 gols)
4. Cléber (7 gols)
5. Amaral
6. Júnior (3 gols)
7. Müller (15 gols)
8. Flávio Conceição
9. Luizão (22 gols)
10. Djalminha* (15 gols)
11.Rivaldo (18 gols)
Elivélton (6 gols), Cláudio (3 gols), Paulo Isidoro (2 gols), Alex Alves (2 gols), Cris (1 gol), Gustavo (1 gol), Osio (1 gol), Galeano (1 gol) e Célio Silva(contra).
- Técnico: Vanderlei Luxemburgo

### Artilheiro
- Giovanni, do Santos, como artilheiro, com 24 gols.

### Melhor ataque
- Palmeiras, com 102 gols marcados. Média de 3,4 gols por partida.

### Melhor defesa
- Palmeiras, com apenas 19 gols sofridos. Média de 0,6 gols sofridos por partida.

## Disputa do título
O Palmeiras já havia conquistado o primeiro turno e estava garantido na final do Paulistão porém fazia a melhor campanha do segundo turno e, coincidentemente, enfrentaria o Santos, que havia feito péssima campanha no primeiro turno mas fazia grande campanha no returno, sendo o único clube que poderia tirar o returno do Palmeiras e forçar uma final. Entretanto, no Clássico da Saudade realizado no Estádio Palestra Itália, Luizão marcou 1 a 0 para o Palmeiras no começo da partida (o centésimo gol do Verdão no campeonato) e praticamente decidiu o clássico e o título. O Palmeiras dominou toda a partida e, no final do segundo tempo, definiu o 2 a 0 que lhe valeu o título antecipado do Paulistão de 1996. Depois desse título, o Verdão só voltaria a ser campeão paulista em 2008.

## Campanha do Campeão
- 1º turno
- 28/01 Palmeiras 6X1 Ferroviaria
- 01/02 Novorizontino 1X7 Palmeiras
- 04/02 Palmeiras 3X0 Mogi Mirim
- 08/02 Uniao São João 0X0 Palmeiras
- 11/02 Palmeiras 4X1 Juventus
- 14/02 São Paulio 0X2 Palmeiras
- 25/02 Palmeiras  3X1 Portuguesa
- 03/03 Corinthians 1X3 Palmeiras
- 06/03 Palmeiras 3X1 Guarani
- 09/03 Aracatuba 1X2 Palmeiras
- 16/03 Botafogo 0X8 Palmeiras
- 19/03 Palmeiras 4X1 Rio Branco
- 21/03 Palmeiras 6X0 América
- 24/03 Santos 0X6 Palmeiras
- 30/03 Palmeiras 4X0 XV de Jaú

- 2º turno
- 06/04 Ferroviária 1X5 Palmeiras
- 10/04 Palmeiras 4X0 Novorizontino
- 13/04 Palmeiras 2X1 Mogi Mirim
- 18/04 Palmeiras 5X0 União São João
- 21/04 Juventus 1X5 Palmeiras
- 28/04 Palmeiras 3X2 São Paulo
- 01/05 Palmeiras 2X1 Portuguesa
- 05/05 Palmeiras 2X2 Corinthians
- 09/05 Guarani 1X0 Palmeiras
- 12/05 Palmeiras 3X1 Araçatuba
- 16/05 Rio Branco 1X2 Palmeiras
- 19/05 Palmeiras 4X0 Botafogo
- 25/05 América 0X1 Palmeiras
- 02/06 Palmeiras 2X0 Santos
- 10/06 Palmeiras 1X0 XV de Jaú

## Jogo do título
| 2 de junho de 1996 | Palmeiras              | 2–0   | Santos | Palestra Itália, São Paulo, SP                 |
| 19:00              | Luizão 6' · Cléber 79' | Ficha |        | Público: 27 000 Árbitro: Oscar Ruiz (Colômbia) |

Palmeiras: Velloso; Cafu, Sandro Blum, Cléber (Cláudio) e Júnior (Elivélton); Amaral (Marquinhos), Galeano, Djalminha e Rivaldo; Müller e Luizão. Técnico: Vanderlei Luxemburgo
Santos: Edinho; Cláudio, Sandro, Narciso e Marcos Adriano; Gallo, Baiano, Jamelli e Robert (Camanducaia); Macedo (Nando) e Giovanni. Técnico: Orlando Lelé

## Classificação final
| |     | Equipes 1996     | PG | J  | V  | E  | D  | GP  | GC | SG  | %  |
| --- | --- | ---------------- | -- | -- | -- | -- | -- | --- | -- | --- | -- |
| | 1.  | Palmeiras        | 83 | 30 | 27 | 2  | 1  | 102 | 19 | 83  | 92 |
| | 2.  | São Paulo        | 55 | 30 | 16 | 7  | 7  | 54  | 35 | 19  | 61 |
| | 3.  | Portuguesa       | 53 | 30 | 14 | 11 | 5  | 53  | 30 | 23  | 59 |
| | 4.  | Corinthians      | 52 | 30 | 14 | 10 | 6  | 58  | 31 | 27  | 58 |
| | 5.  | Santos           | 51 | 30 | 16 | 3  | 11 | 69  | 54 | 15  | 57 |
| Promovido da Série A2 de 1995 | 6.  | Mogi Mirim       | 45 | 30 | 13 | 6  | 11 | 42  | 34 | 8   | 50 |
| Promovido da Série A2 de 1995 | 7.  | Botafogo         | 41 | 30 | 12 | 5  | 13 | 44  | 60 | -16 | 46 |
| | 8.  | Araçatuba        | 39 | 30 | 11 | 6  | 13 | 40  | 52 | -12 | 43 |
| | 9.  | América          | 38 | 30 | 10 | 8  | 12 | 39  | 51 | -12 | 42 |
| | 10. | Rio Branco-SP    | 37 | 30 | 10 | 7  | 13 | 42  | 71 | -29 | 41 |
| | 11. | União São João   | 34 | 30 | 7  | 13 | 10 | 36  | 46 | -10 | 38 |
| | 12. | Guarani          | 34 | 30 | 9  | 7  | 14 | 27  | 41 | -14 | 38 |
| | 13. | Juventus-SP      | 33 | 30 | 7  | 12 | 11 | 35  | 59 | -24 | 37 |
| | 14. | GE Novorizontino | 28 | 30 | 6  | 10 | 14 | 36  | 55 | -19 | 31 |
| Promovido da Série A2 de 1995 | 15. | XV de Jaú        | 24 | 30 | 6  | 6  | 18 | 30  | 59 | -29 | 27 |
| | 16. | Ferroviária      | 12 | 30 | 1  | 9  | 20 | 27  | 71 | -44 | 13 |
| PG – Pontos ganhos; J – Jogos; V - Vitórias; E - Empates; D - Derrotas; GP – Gols pró; GC – Gols contra; SG – Saldo de gols; % - Aproveitamento. |     |                  |    |    |    |    |    |     |    |     |    |

## Premiação
| Campeão Paulista de 1996 |
| ------------------------ |
| PALMEIRAS (21º título)   |